# Prélyoubichté
Prélyoubichté (en macédonien Прељубиште) est un village du nord-ouest de la Macédoine du Nord, situé dans la municipalité de Yégounovtsé. Le village comptait 367 habitants en 2002.

## Démographie
Lors du recensement de 2002, le village comptait :
- Macédoniens : 270
- Albanais : 92
- Roms : 4
- Serbes : 1